# Anisopodus strigosus
Anisopodus strigosus là một loài bọ cánh cứng trong họ Cerambycidae.